# Libyella cyrenaica
Libyella cyrenaica là một loài thực vật có hoa trong họ Hòa thảo. Loài này được (E.A.Durand & Barratte) Pamp. mô tả khoa học đầu tiên năm 1925.